# Karel Löwenstein-Wertheim-Rosenberg
Karel Jindřich, VI. kníže z Löwenstein-Wertheim-Rosenbergu, uváděn často jen jako kníže Karel z Löwensteinu (německy Karl Heinrich zu Löwenstein-Wertheim-Rosenberg, resp. Karl Fürst zu Löwenstein, později řeholním jménem Raymundus Maria, 21. května 1834 Bor – 8. listopadu 1921 Kolín nad Rýnem) byl německý šlechtic narozený v Čechách, kníže z Löwenstein-Wertheim-Rosenbergu, katolický politik a později dominikánský řeholník. Byl prvním prezidentem Katolické společnosti Německa a člen Reichstagu za Německou stranu středu.

## Život
Narodil se 21. května 1834 v Boru u Tachovjako Karel Jindřich Arnošt František z Löwenstein-Wertheim-Rosenbergu (Karl Heinrich Ernst Franz zu Löwenstein-Wertheim-Rosenberg), třetí dítě Konstantina dědičného knížete z Löwenstein-Wertheim-Rosenbergu a kněžny Anežka Langenburské z Hohenlohe. V mužské linii byl potomkem kurfiřta Fridricha I. Falckého. 
V letech 1854–1857 studoval právo na univerzitě v Bonnu a roku 1849 se stal hlavou rodu Löwenstein-Wertheim-Rosenbergů s titulem knížete. Roku 1877 byl z jeho iniciativy založen Augustinský spolek (Augustinus-Verein) za účelem podpory katolického tisku. V létě roku 1883 zorganizoval v Boru u Tachova setkání odborníků na sociální problematiku, na kterém vznikl dokument tzv. Heider Thesen (Borské teze).

### Manželství a děti
Dne 18. října 1859 se oženil s princeznou Adelheid Ysenbursko-Büdingenskou (10. 2. 1841 Offenbach am Main – 2. 3. 1861 Kleinheubach, Dolní Franky). Adelheid zemřela krátce po porodu svého prvního dítěte:
- 1. Marie Anna (20. 2. 1861 Kleinheubach – 2. 7. 1896 Solesmes), řeholnice v benediktinském klášteře sv. Cecilie ve městě Solesmes v departmentu Sarthe. Přijala řeholní jméno Benedikta.

Dne 4. května 1863 se znovu oženil, a to s princeznou Žofií Marií z Lichtenštejna (11. 7. 1837 Vídeň – 25. 9. 1899). Spolu měli 8 dětí:
- 2. Františka (30. 3. 1864 Kleinheubach – 12. 4. 1930 Düsseldorf)
- 3. Adelheid (17. 7. 1865 Kleinheubach – 6. 9. 1941 Praha)
  - ⚭ (1889) hrabě Vojtěch ze Schönbornu (2. 7. 1854 Dlažkovice – 10. 11. 1924 Bor u Tachova), poslanec Českého zemského sněmu, Říšské rady, člen Panské sněmovny
- 4. Anežka (22. prosince 1866 Kleinheubach – 23. ledna 1954 Oosterhout, Severní Brabantsko)
- 5. Josef (11. 4. 1868 Kleinheubach – 15. 2. 1870 Řím)
- 6. Marie Tereza (4. 1. 1870 Řím – 17. 1. 1935 Vídeň)
  - ⚭ (1893) Michal Portugalský (19. 9. 1853 Kleinheubach – 11. 10. 1927 Seebenstein), vévoda z Braganzy, syn portugalského (vzdoro)krále Michala I.
- 7. Alois (15. září 1871 Kleinheubach – 25. ledna 1952 Bronnbach, Bádensko-Württembersko), 7. kníže z Löwenstein-Wertheim-Rosenbergu
  - ⚭ (27. 9. 1898 Kostelec nad Orlicí) hraběnka Marie Josefína Kinská (23. 8. 1874 Kostelec nad Orlicí – 23. 4. 1946 zámek Zeil)
- 8. Anna (28. 9. 1873 Kleinheubach – 27. 6. 1936 Vídeň)
  - ⚭ (1897) Felix ze Schwarzenbergu (8. 6. 1867 Libějovice – 18. 11. 1946 Gusterheim, Štýrsko), generálmajor
- 9. Jan (29. 8. 1880 Kleinheubach – 18. 5. 1956 Newport)
  - ⚭ (1917) hraběnka Alexandra z Bernstorffu (3. 11. 1888 Berlín – 5. 3. 1971 Ženeva)

### Pozdější život

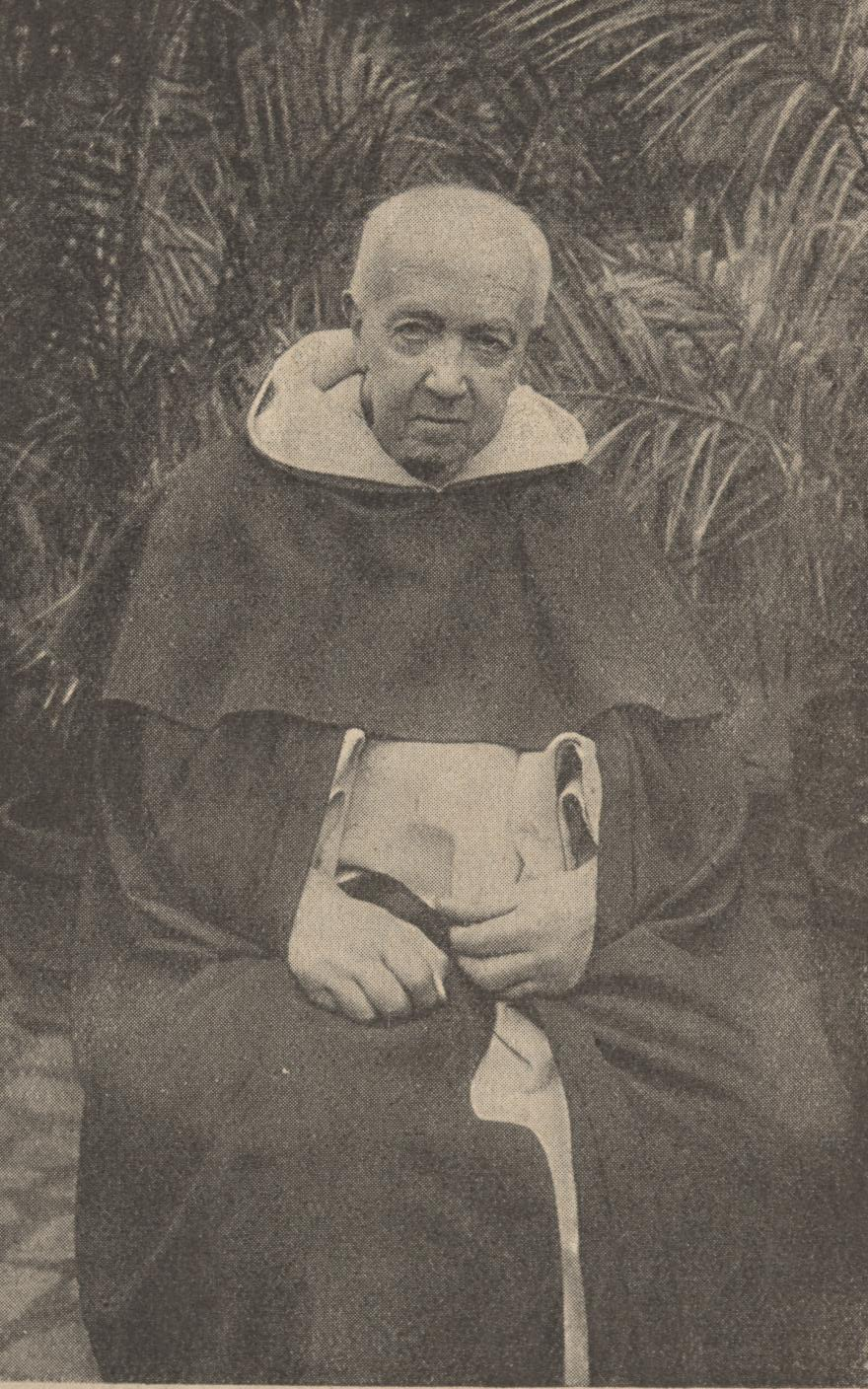
Kníže Karel z Löwenstein-Wertheim-Rosenbergu jako dominikánský kněz, kolem roku 1910

Po smrti své druhé manželky roku 1907 vstoupil do dominikánského řádu a přijal jméno Raymundus Maria a žil v klášteře ve Venlo v Nizozemsku. Roku 1908 byl vysvěcen na kněze. Ve stejný rok nastoupil jako hlava rodu jeho syn Aloys. Zemřel 8. listopadu 1921 v Kolíně nad Rýnem.
Byl rytířem Řádu zlatého rouna.